# محمود عبد الرحمن الشقفة
محمود بن عبد الرحمن حسين الشقفة الحموي (1315- 12 رمضان 1399 / 1898-5 أغسطس 1979)، عالم وفقيه من شيوخ سوريا المشهورين، يعود له الفضل في إثراء الحياة العلمية في بلدته بشكل جلي إذ إنشأ المدارس الشرعية، وألقى الخطب وقام بتدريس العلوم الشرعية واللغوية على مدى ستين عاما.

## حياته
ولد الشيخ محمود عام (1315 هـ الموافق 1898 م) في حماة - سوريا، شارك في النهضة العلمية والإصلاحية التي قام بها الشيخ سعيد النعسان مفتي حماه آنذاك، وقامت على إنشاء المدارس والمساجد والجمعيات الخيرية، فكان التليمذ النجيب أولا، ثم الأستاذ والمدير لبعض تلك المدارس والجمعيات، عمل في مجال والخطابة والإمامة، التدريس في مساجد حماة، ومعاهدها ومدارسها الشرعية ما يقارب ستين سنة، متنقلا ما بين (الجامع الشرقي)، و (مسجد الأربعين)، و (مسجد الروضة الهدائية –المعروف بالتكية). 
ثم اتجه إلى نشر العلم الشرعي عن طريق فتح المدارس والمعاهد الشرعية والتدريس فيها وتولي إدارتها، تحت إشراف المفتي الشيخ سعيد النعسان منها:
- مدرسة عنوان النجاح: عمل بها مدرساً فيها، ثم سلمه رئيسها الشيخ سعيد النعسان إدارتها، فصار الشيخ محمود مديراً لها وذلك عام (1928م).

- المدرسة المحمدية الشرعية: قام الشيخ يإنشائها بالتعاون مع لجنة إحياء العلوم والآداب المحمدية، وذلك عام (1939م)، وكانت على سطح الجامع الشرقي، وجعلها الشيخ ثلاثة أقسام: قسم ابتدائي وأطلق عليه ابتدائية حسان بن ثابت، وقسم إعدادي متوسط أطلق عليه: إعدادية الغزالي، وقسم شرعي تدرس العلوم الشرعية في التكية الهدائية وأطلق عليه الروضة الهدائية.

أكمل بناء معهد الروضة الهدائية الشرعي مع مسجد التكية عام 1363هـ وقد تمَّ الاعتراف به من قبل الأزهر الشريف، وعادلوه بشهادة المعاهد الأزهرية الثانوية، وقد تخرج فيه المئات الذين باشروا العمل في مساجد سورية ومدارسها، وقد امتلأت المدرستان المحمدية الشرعية والروضة الهدائية بالطلاب الوافدين إليها من المحافظات السورية، ومن لبنان وفلسطين والأردن وتونس والجزائر، وتركيا ويوغسلافيا. وإنشاء الجمعيات الخيرية: أشهرها لجنة إحياء العلوم والآداب المحمدية وجمعية رعاية المساجد والشعائر الإسلامية.

## نشاطه السياسي
امتد نشاطه إلى الحياة السياسية فرشح نفسه للمجلس النيابي عام 1947م نائبا عن حماة، ففاز فوزاً ساحقا نتيجة مكانته العلمية وثقة الناس به، وقد سجل مع رفاقه موقفاً حين وقفوا صفا واحداً أمام قانون (التركات) إذ ألقى الشيخ كلمة مؤثرة في المجلس ندد فيها بهذا القانون ودعا إلى إلغائه، وأردف ذلك من الخطب المنبرية في مدينة حماة مستنكراً فيها هذا القانون، داعياً الشعب إلى الوقوف ضده، غير أن المجلس تجمد وبات عاجزاً عن أي إصلاح كان الشعب يتوقعه إلى أن انحل البرلمان عام 1949م إثر الانقلاب الذي قام به حسني الزعيم وشارك الشيخ محمد بدرالدين الحسني، والشيخ علي الدقر في التحريض ضد الفرنسيين.

## شيوخه
- محدث الديار الشامية الشيخ محمد بدر الدين الحسني (1267– 1354هـ).[1]
- مفتي حماة الشيخ المعمر محمد سعيد النعسان (1867-1967م).
- الفقيه الشافعي الشيخ مصطفى حنحون الحداد.
- اللغوي الأديب الشيخ أحمد درويش.
- الشيخ محمد رجب الطائي.
- الشيخ عبد الرحمن السبسبي الرفاعي.

كما كان له صلة مع الشيخ محمد بن السيد جعفر الكتاني ومع ابنه الشيخ محمد مكي مفتي المالكية في بلاد الشام، وله علاقة وطيدة بالسيد محمد تاج الدين الصيادي نقيب أشراف حلب، حفيد الشيخ محمد أبي الهدى الصيادي الرفاعي.

## أشهر تلامذته
فضيلة الشيخ المربي مصطفى عربس( الطرابلسي اللبناني)والشيخ محمد أديب كلكل، والشيخ سعد الدين المراد،الشيخ خالد الشقفة، والشيخ محمد علي الشقفة، والشيخ محمد أديب كيلاني، والشيخ مظهر قيمة، والشيخ الدكتور إبراهيم اليوسف، والشيخ عبد الحكيم عبد الباسط، والشيخ حسين موسى الحلفاوي، والشيخ منير لطفي، والشيخ محمد أديب هزاع الدبساوي، والشيخ مخمد نبهان الخباز، والشيخ مصطفى الفران، وأخوه الشيخ عبد الغني الفران، والشيخ فاروق عبد الرزاق الشقفة، والشاعر عمر يغمور، وغيرهم.والشيخ ناصر الدين الخطيب،وغيرهم 

## مؤلفاته
- كتاب العروة الوثقى: وهو رسالة صغيرة تحدث فيها عن الصلاة.[1]
- ديوان المدائح النبوية، ضمنه عدداً من القصائد تتناول عدداً من الموضوعات، وقد جمعه الشيخ عبد الحكيم عبد الباسط وطبعه بعنوان (المدائح النبوية والتوسلات الأحمدية).
- ديوان خلية اليعسوب.
- تفسير سورة الفاتحة
- رسائل تربوية نثرية كتبها لتلميذه بسام هبرة، جمعها الشيخ عبد الحكيم عبد الباسط وطبعها تحت عنوان: (منهج تربية المريد ليكون من خيرة العبيد).

## وفاته
في يوم الجمعة العاشر من رمضان عام 1399 هـ الموافق 3 أغسطس 1979 طعنه شخص في المسجد قبل صلاة المغرب غدرًا بعد أن أوهمه بأنه يريد السلام عليه وفرَّ هارباً، ونُقل الشيخ محمود إلى أحد المستشفيات وفي تلك الليلة أجريت له عملية جراحية عاجلة عاش بعدها يوماً واحداً وتوفي في اليوم التالي (عصر يوم الأحد 12 رمضان من سنة 1399 هـ الموافق 5 أغسطس سنة 1979م)، شيع جثمانه وحضر جنازته الآلاف من كافة المدن، وبعد الصلاة عليه في مسجد التكية، ألقى بعض العلماء كلمات في مآثر الشيخ، ثم ووري الثرى في الحديقة المجاورة للمسجد.

## قراءة إضافية
1. كتاب «أحوال الأبرار عند الاحتضار» لمؤلفه خلدون مخلوطة.
2. ديوان «المدائح النبوية والتوسلات الأحمدية» مع كتاب «منهج تربية المريد ليكون من خيرة العبيد» للشيخ محمود الشقفة جمع الشيخ عبد الحكيم عبد الباسط.
3. كتاب «العالم الشهيد الشيخ محمود بن عبد الرحمن الشقفة: حياته وآثاره» للدكتور محمد رياض الخوام.